# Нојбрун (Доња Франонија)
Нојбрун (њем. Neubrunn) град је у њемачкој савезној држави Баварска. Једно је од 52 општинска средишта округа Вирцбург. Према процјени из 2010. у граду је живјело 2.195 становника. Посједује регионалну шифру (AGS) 9679164.

## Географски и демографски подаци
Нојбрун се налази у савезној држави Баварска у округу Вирцбург. Град се налази на надморској висини од 293 метра. Површина општине износи 26,6 km². У самом граду је, према процјени из 2010. године, живјело 2.195 становника. Просјечна густина становништва износи 83 становника/km².